# Aachener Turn- und Sportverein Alemannia 1900 1979-1980
Questa voce raccoglie le informazioni riguardanti l'Aachener Turn- und Sportverein Alemannia 1900 nelle competizioni ufficiali della stagione 1979-1980.

## Stagione
Nella stagione 1979-1980 l'Alemannia, allenato da Erhard Ahmann, concluse il campionato di 2. Bundesliga al 7º posto. In Coppa di Germania l'Alemannia fu eliminato al primo turno dal Werder Brema.

## Rosa
| N. |                     | Ruolo | Calciatore         |
| -- | ------------------- | ----- | ------------------ |
|    | Germania (bandiera) | P     | Wolfgang Dramsch   |
|    | Germania (bandiera) | P     | Johannes Kau       |
|    | Germania (bandiera) | D     | Dietmar Grabotin   |
|    | Germania (bandiera) | D     | Manfred Jansen     |
|    | Spagna (bandiera)   | D     | Jo Montanes        |
|    | Germania (bandiera) | D     | Werner Malischke   |
|    | Germania (bandiera) | D     | Holger Neumann     |
|    | Germania (bandiera) | D     | Mathias Schipper   |
|    | Germania (bandiera) | C     | Helmut Balke       |
|    | Germania (bandiera) | C     | Werner Bertrams    |
|    | Germania (bandiera) | C     | Hubert Clute-Simon |

| N. |                     | Ruolo | Calciatore        |
| -- | ------------------- | ----- | ----------------- |
|    | Germania (bandiera) | C     | Uwe Finnern       |
|    | Germania (bandiera) | C     | Helmut Frantzen   |
|    | Germania (bandiera) | C     | Robert Hilkert    |
|    | Germania (bandiera) | C     | Dietmar Poqué     |
|    | Germania (bandiera) | C     | Stefan Rausch     |
|    | Germania (bandiera) | C     | Michael Schleiden |
|    | Germania (bandiera) | C     | Helmut Schütt     |
|    | Germania (bandiera) | C     | Hartmut Sinnigen  |
|    | Germania (bandiera) | A     | Heinz-Josef Kehr  |
|    | Germania (bandiera) | A     | Rolf Kucharski    |
|    | Germania (bandiera) | A     | Winfried Stradt   |

## Organigramma societario
Area tecnica
- Allenatore: Erhard Ahmann
- Allenatore in seconda: Willi Haag
- Preparatore dei portieri:
- Preparatori atletici:

## Calciomercato

### Sessione estiva
| Acquisti | Acquisti         | Acquisti        | Acquisti |
| R.       | Nome             | da              | Modalità |
| -------- | ---------------- | --------------- | -------- |
| D        | Dietmar Grabotin | Stoccarda II    |          |
| D        | Mathias Schipper | Schalke 04      |          |
| C        | Hartmut Sinnigen | Westfalia Herne |          |

| Cessioni | Cessioni       | Cessioni     | Cessioni |
| R.       | Nome           | a            | Modalità |
| -------- | -------------- | ------------ | -------- |
| D        | Josef Bläser   | LASK         |          |
| C        | Wolfgang Glock | Offenburger  |          |
| D        | Willi Reuter   | VfR Bürstadt |          |

### Sessione invernale
| Acquisti | Acquisti | Acquisti | Acquisti |
| R.       | Nome     | da       | Modalità |
| -------- | -------- | -------- | -------- |

| Cessioni | Cessioni | Cessioni | Cessioni |
| R.       | Nome     | a        | Modalità |
| -------- | -------- | -------- | -------- |

## Risultati

### 2. Bundesliga

#### Girone di andata
| Arbitro: | Vordanz |

|           |           |  |
| Heise 84’ | Marcatori |  |

| Arbitro: | Rieb |

|                 |           |  |
| Clute-Simon 31’ | Marcatori |  |

| Arbitro: | Gathmann |

|                              |           |  |
| Eilenfeldt 42’ Sackewitz 87’ | Marcatori |  |

| Arbitro: | Teichert |

|                                                         |           |                                        |
| Clute-Simon 23’, 47’, 51’, 84’ Kehr 29’, 39’ Stradt 58’ | Marcatori | 10’ Meininger 61’ Klinger 80’ Kaminsky |

| Arbitro: | Ahlenfelder |

|                                 |           |  |
| Stradt 47’, 84’ Clute-Simon 62’ | Marcatori |  |

| Arbitro: | Waltert |

|                                            |           |  |
| Stolzenburg 5’ Arbinger 56’ Grunenberg 64’ | Marcatori |  |

| Arbitro: | Wichmann |

|                                |           |               |
| Clute-Simon 59’, 88’ Balke 86’ | Marcatori | 52’ Nabrotzki |

| Arbitro: | Nolte |

|  |           |              |
|  | Marcatori | 55’ Schipper |

| Aquisgrana 21 settembre 1979 9ª giornata | Alemannia Aquisgrana | 0 – 0 referto | Hannover 96 | Stadio Tivoli (18 000 spett.)\| Arbitro: \| Kespohl \| |
| Arbitro:                                 | Kespohl              |               |             |                                                        |

| Arbitro: | Weber |

|                       |           |            |
| Petković 71’ Wolf 76’ | Marcatori | 69’ Stradt |

| Arbitro: | Redelfs |

|                     |           |                |
| Sinnigen 44’ (rig.) | Marcatori | 54’ Jendrossek |

| Arbitro: | Risse |

|                              |           |                               |
| Jürgens 36’, 57’ Mödrath 72’ | Marcatori | 25’, 86’ Clute-Simon 62’ Kehr |

| Arbitro: | Pauly |

|                                   |           |  |
| Sinnigen 27’, 32’ (rig.) Kehr 84’ | Marcatori |  |

| Arbitro: | Reichmann |

|              |           |                           |
| Wehmeier 83’ | Marcatori | 10’ Clute-Simon 82’ Balke |

| Arbitro: | Gabor |

|               |           |            |
| Kehr 27’, 52’ | Marcatori | 75’ Freund |

| Arbitro: | Kopka |

|  |           |          |
|  | Marcatori | 70’ Kehr |

| Arbitro: | Risse |

|                 |           |  |
| Clute-Simon 57’ | Marcatori |  |

| Kiel 9 dicembre 1979 18ª giornata | Holstein Kiel | 0 – 0 referto | Alemannia Aquisgrana | Holstein-Stadion (5 000 spett.)\| Arbitro: \| Wahmann \| |
| Arbitro:                          | Wahmann       |               |                      |                                                          |

| Arbitro: | Reichmann |

|                                         |           |  |
| Kehr 28’ Stradt 33’ Sinnigen 44’ (rig.) | Marcatori |  |

#### Girone di ritorno
| Arbitro: | Wahmann |

|                                                       |           |             |
| Sinnigen 69’, 88’ (rig.) Clute-Simon 75’ Schipper 86’ | Marcatori | 23’ Seegler |

| Arbitro: | Filipiak |

|                      |           |          |
| Kosien 19’ Lücke 69’ | Marcatori | 45’ Kehr |

| Arbitro: | Zittrich |

|                             |           |                          |
| Clute-Simon 2’ Bertrams 10’ | Marcatori | 21’, 44’, 71’ Eilenfeldt |

| Arbitro: | Milkert |

|                                                            |           |  |
| Drescher 55’ Meininger 58’ Mill 66’ (rig.) Bönighausen 84’ | Marcatori |  |

| Arbitro: | Barnick |

|                                           |           |  |
| Lehmann 23’ Rosenfeld 60’ Tune-Hansen 90’ | Marcatori |  |

| Arbitro: | Fiene |

|             |           |                      |
| Bertrams 8’ | Marcatori | 14’, 90’ Stolzenburg |

| Arbitro: | Vordanz |

|           |           |                              |
| Halbe 67’ | Marcatori | 10’ Sinnigen 48’ Clute-Simon |

| Arbitro: | Hennig |

|  |           |             |
|  | Marcatori | 13’ Leifken |

| Arbitro: | Risse |

|                                           |           |  |
| Schatzschneider 8’ (rig.), 77’ Mrosko 50’ | Marcatori |  |

| Arbitro: | Wuttke |

|                                   |           |                     |
| Clute-Simon 30’ Stradt 68’ (rig.) | Marcatori | 49’ (rig.) Petković |

| Arbitro: | Möller |

|                            |           |                        |
| Schonert 2’ Jendrossek 60’ | Marcatori | 9’ Bertrams 63’ Stradt |

| Arbitro: | Weber |

|              |           |             |
| Bertrams 85’ | Marcatori | 39’ Mödrath |

| Arbitro: | Horstmann |

|             |           |            |
| Reiners 71’ | Marcatori | 21’ Stradt |

| Arbitro: | Gabriel |

|                                        |           |                 |
| Balke 15’ Montanes 68’ Stradt 75’, 87’ | Marcatori | 20’ Heddinghaus |

| Arbitro: | Fiene |

|                                                    |           |  |
| Rolff 25’ Krehl 38’ Dreyer 41’ Schipper 67’ (aut.) | Marcatori |  |

| Arbitro: | Gathmann |

|                                      |           |                       |
| Montanes 29’ Stradt 39’ Bertrams 51’ | Marcatori | 64’ Bartels 74’ Diers |

| Arbitro: | Reichmann |

|                                     |           |                           |
| Redder 10’ Maschotta 50’ Jakobs 70’ | Marcatori | 49’ Sinnigen 77’ Bertrams |

| Arbitro: | Wahmann |

|  |           |                           |
|  | Marcatori | 72’ Neumann 82’ Wendlandt |

| Arbitro: | Mölm |

|              |           |                   |
| Bebensee 79’ | Marcatori | 42’, 62’ Bertrams |

### Coppa di Germania
| Arbitro: | Burgers |

|  |           |           |
|  | Marcatori | 15’ Röber |

## Statistiche

### Statistiche di squadra
| Competizione      | Punti | In casa | In casa | In casa | In casa | In casa | In casa | In trasferta | In trasferta | In trasferta | In trasferta | In trasferta | In trasferta | Totale | Totale | Totale | Totale | Totale | Totale | DR |
| Competizione      | Punti | G       | V       | N       | P       | Gf      | Gs      | G            | V            | N            | P            | Gf           | Gs           | G      | V      | N      | P      | Gf     | Gs     | DR |
| ----------------- | ----- | ------- | ------- | ------- | ------- | ------- | ------- | ------------ | ------------ | ------------ | ------------ | ------------ | ------------ | ------ | ------ | ------ | ------ | ------ | ------ | -- |
| 2. Bundesliga     | 41    | 19      | 12      | 3       | 4       | 41      | 20      | 19           | 5            | 4            | 10           | 18           | 36           | 38     | 17     | 7      | 14     | 59     | 56     | +3 |
| Coppa di Germania | -     | 1       | 0       | 0       | 1       | 0       | 1       | 0            | 0            | 0            | 0            | 0            | 0            | 1      | 0      | 0      | 1      | 0      | 1      | -1 |
| Totale            | 41    | 20      | 12      | 3       | 5       | 41      | 21      | 19           | 5            | 4            | 10           | 18           | 36           | 39     | 17     | 7      | 15     | 59     | 57     | +2 |

### Andamento in campionato
| Giornata  | 1  | 2  | 3  | 4 | 5 | 6  | 7 | 8 | 9 | 10 | 11 | 12 | 13 | 14 | 15 | 16 | 17 | 18 | 19 | 20 | 21 | 22 | 23 | 24 | 25 | 26 | 27 | 28 | 29 | 30 | 31 | 32 | 33 | 34 | 35 | 36 | 37 | 38 |
| --------- | -- | -- | -- | - | - | -- | - | - | - | -- | -- | -- | -- | -- | -- | -- | -- | -- | -- | -- | -- | -- | -- | -- | -- | -- | -- | -- | -- | -- | -- | -- | -- | -- | -- | -- | -- | -- |
| Luogo     | T  | C  | T  | C | C | T  | C | T | C | T  | C  | T  | C  | T  | C  | T  | C  | T  | C  | C  | T  | C  | T  | T  | C  | T  | C  | T  | C  | T  | C  | T  | C  | T  | C  | T  | C  | T  |
| Risultato | P  | V  | P  | V | V | P  | V | V | N | P  | N  | N  | V  | V  | V  | V  | V  | N  | V  | V  | P  | P  | P  | P  | P  | V  | P  | P  | V  | N  | N  | N  | V  | P  | V  | P  | P  | V  |
| Posizione | 15 | 11 | 15 | 8 | 6 | 10 | 8 | 4 | 5 | 8  | 8  | 8  | 6  | 7  | 5  | 5  | 5  | 5  | 4  | 3  | 5  | 5  | 5  | 6  | 7  | 7  | 7  | 8  | 7  | 8  | 8  | 7  | 7  | 7  | 7  | 7  | 8  | 7  |

Legenda:

Luogo: C = Casa; T = Trasferta. Risultato: V = Vittoria; N = Pareggio; P = Sconfitta.

### Statistiche dei giocatori
| Giocatore      | 2. Bundesliga | 2. Bundesliga | 2. Bundesliga | 2. Bundesliga | Coppa di Germania | Coppa di Germania | Coppa di Germania | Coppa di Germania | Totale   | Totale | Totale      | Totale     |
| Giocatore      | Presenze      | Reti          | Ammonizioni   | Espulsioni    | Presenze          | Reti              | Ammonizioni       | Espulsioni        | Presenze | Reti   | Ammonizioni | Espulsioni |
| -------------- | ------------- | ------------- | ------------- | ------------- | ----------------- | ----------------- | ----------------- | ----------------- | -------- | ------ | ----------- | ---------- |
| H. Balke       | 38            | 3             | 3             | 0             | 1                 | 0                 | 0                 | 0                 | 39       | 3      | 3           | 0          |
| W. Bertrams    | 27            | 8             | 0             | 0             | 1                 | 0                 | 0                 | 0                 | 28       | 8      | 0           | 0          |
| H. Clute-Simon | 34            | 16            | 0             | 0             | 1                 | 0                 | 0                 | 0                 | 35       | 16     | 0           | 0          |
| W. Dramsch     | 31            | 0             | 0             | 0             | 0                 | 0                 | 0                 | 0                 | 31       | 0      | 0           | 0          |
| U. Finnern     | 32            | 0             | 3             | 0             | 1                 | 0                 | 0                 | 0                 | 33       | 0      | 3           | 0          |
| H. Frantzen    | 31            | 0             | 2             | 0             | 1                 | 0                 | 0                 | 0                 | 32       | 0      | 2           | 0          |
| D. Grabotin    | 37            | 0             | 6             | 0             | 1                 | 0                 | 0                 | 0                 | 38       | 0      | 6           | 0          |
| R. Hilkert     | 8             | 0             | 0             | 0             | 0                 | 0                 | 0                 | 0                 | 8        | 0      | 0           | 0          |
| M. Jansen      | 20            | 0             | 1             | 0             | 0                 | 0                 | 0                 | 0                 | 20       | 0      | 1           | 0          |
| J. Kau         | 7             | 0             | 0             | 0             | 1                 | 0                 | 0                 | 0                 | 8        | 0      | 0           | 0          |
| H. Kehr        | 19            | 9             | 0             | 0             | 1                 | 0                 | 0                 | 0                 | 20       | 9      | 0           | 0          |
| R. Kucharski   | 36            | 0             | 7             | 0             | 1                 | 0                 | 0                 | 0                 | 37       | 0      | 7           | 0          |
| W. Malischke   | 1             | 0             | 0             | 0             | 0                 | 0                 | 0                 | 0                 | 1        | 0      | 0           | 0          |
| J. Montanes    | 36            | 2             | 3             | 1             | 1                 | 0                 | 1                 | 0                 | 37       | 2      | 4           | 1          |
| H. Neumann     | 0             | 0             | 0             | 0             | 0                 | 0                 | 0                 | 0                 | 0        | 0      | 0           | 0          |
| D. Poqué       | 1             | 0             | 0             | 0             | 0                 | 0                 | 0                 | 0                 | 1        | 0      | 0           | 0          |
| S. Rausch      | 5             | 0             | 0             | 0             | 0                 | 0                 | 0                 | 0                 | 5        | 0      | 0           | 0          |
| M. Schipper    | 31            | 2             | 3             | 0             | 1                 | 0                 | 1                 | 0                 | 32       | 2      | 4           | 0          |
| M. Schleiden   | 0             | 0             | 0             | 0             | 0                 | 0                 | 0                 | 0                 | 0        | 0      | 0           | 0          |
| H. Schütt      | 17            | 0             | 0             | 0             | 0                 | 0                 | 0                 | 0                 | 17       | 0      | 0           | 0          |
| H. Sinnigen    | 36            | 8             | 0             | 0             | 1                 | 0                 | 0                 | 0                 | 37       | 8      | 0           | 0          |
| W. Stradt      | 31            | 11            | 0             | 1             | 1                 | 0                 | 0                 | 0                 | 32       | 11     | 0           | 1          |